# Julià Cutiller i Creus
Julià Cutiller i Creus (Ullà, ca.1895 - segona meitat s.XX) fou un pintor, músic i políglot professor de Llagostera, que dona nom a un carrer i la biblioteca d'aquest municipi.
Exercí entre el 1924 i el 1934 com a mestre de Llagostera on hi visqué amb la seva parella Maria Clos i Coderch i els seus fills, Felip, Mercè i Victòria, hi varen néixer. Parlava diversos idiomes, tocava el violí, pintava i fou un activista cultural a Llagostera, on participà en la revitalització del Casino Llagosterenc i impartí classes nocturnes de català, música i pintura. Progressista i catalanista, malgrat ser un professor rígid i autoritari educava segons les últimes corrents pedagògiques de l'època. Al costat del també professor Abelard Fàbrega i Esteba, van impulsar l'excursionisme fins al punt de ser considerats impulsors del Grup Excursionista Bell-Matí de Llagostera, i foren els primers dirigents de les entitats de futbol que evolucionarien fins a l'actual Unió Esportiva Llagostera.
Abandonà Llagostera per a dirigir un grup escolar de Barcelona. Finalitzada la guerra civil fou desterrat a Gumiel de Izán (Burgos). Dona nom a la Biblioteca popular inaugurada a la Casa de les Vídues de Llagostera el 28 de novembre de 1982.